# جون هايز (تنس)
جون هايز (بالإنجليزية: John Hayes)‏ مواليد 7 أبريل 1955 في منطقة قناة بنما، هو لاعب كرة مضرب أمريكي سابق. أعلى تصنيف له في الفردي كان المركز الـ 92 في سنة 1980. أعلى تصنيف له في الزوجي كان المركز الـ 281 في سنة 1983.

## النهائيات

### الزوجي: 1 (0–1)
| الحصيلة | الرقم | السنة | الدورة                 | الأرضية | الشريك      | المنافس في النهائي  | النتيجة في النهائي |
| ------- | ----- | ----- | ---------------------- | ------- | ----------- | ------------------- | ------------------ |
| الوصافة | 1.    | 1981  | نابا, الولايات المتحدة | صلبة    | تريسي دلاتي | كريس مايوت ريك ماير | 3-6, 6-3, 6-7      |

## روابط خارجية
- جون هايز على موقع رابطة محترفي التنس (الإنجليزية)
- جون هايز على موقع الاتحاد الدولي لكرة المضرب (الإنجليزية)
- جون هايز على موقع خلاصة التنس.كوم (الإنجليزية)